# Потье де Жевр, Этьен-Рене
Этьен-Рене Потье де Жевр (фр. Étienne-René Potier de Gesvres; 2 января 1697, Париж, королевство Франция — 24 июля 1774, там же) — французский кардинал, доктор обоих прав. Племянник кардинала Леон Потье де Жевр. Епископ Бове с 24 апреля 1728 по 22 мая 1772. Кардинал-священник с 5 апреля 1756, с титулом церкви Сант-Аньезе-фуори-ле-Мура со 2 августа 1758.